# 논고악
논고오름(論古岳)은 논고름이라고도 불리며 대한민국 제주특별자치도 서귀포시 남원읍 신례리 산 2-1번지 일대에 위치하고 높이 858m, 비고 143m인 오름이다. 한라산(漢拏山)과 함께 신생대(新生代) 3~4기에 분출(噴出)된 기생(寄生) 화산(火山)으로 북, 남, 동쪽에 세봉우리로 이루어지고 그 안부에 원형의 분화구(깊이 약53미터)가 둥그렇게 패어있는 산정화구를 갖고 있다.

## 위치
제주도를 가로 지르는 5.16도로 논고교(論古橋) 북쪽 약 1km지점, 행정구역상 제주 서귀포시 남원읍 신례리와 한남리의 경계에 걸쳐져 있는 오름으로, 북쪽과 남쪽 그리고 동쪽에 세 봉우리로 이루어지고, 그 안부에 깊이 53m나 되는 원형 분화구가 둥그렇게 패어 있는 산정화구를 갖고 있다. 화구안사면은 숲으로 둘러싸여 있고 화구바닥은 풀밭으로 이루어져 있으며 습지식물들이 식생하고 있다.
제주도에는 백록담을 위시하여 남쪽으로 이어지는 능선이 한라산의 웅장함을 보여준다. 남쪽 저멀리 서귀포 바닷가가 보이고 제지기오름과 섶섬이 마치 형제처럼 형성되어 있고 남동쪽으로 성널오름과 논고오름, 보리오름, 동수악이 쏫아 있다. 동쪽으로는 물장오리와 어후오름, 불칸디, 테역장, 쌀손장오름이 있고 멀리 개오리오름이 흐리게 나타난다. 북쪽으로는 흙붉은오름이 위치하고 있다.

## 전해오는 이야기
논고악은 보통 줄여서 논고름이라 하지만 논고오름이라고 불리고 있다. 논고악의 ‘논고’는 선비가 학문을 논하던 장소라고 전해지지만 정확하지 않다. 그러므로 정확한 어원은 알 수가 없다. '논고악(論古岳)'이란 한자이름은 뒤에 붙여진 이름이다.

## 같이 보기
- 한라산
- 측화산
- 물장오리오름

## 참고 자료
- 「지형도를 이용한 제주도 기생화산 연구 및 답사」, 서귀포에 인접한 논고악, 서무송 저, 푸른길(2009년, 117~132p)